# 歐陽世寧
歐陽世寧，美國資深外交官、前美國國安會官員及前駐華大使館官員，2021年7月起出任美國駐土耳其大使館副大使（公使銜）。歐陽世寧與同為外交官的美國在台協會台北辦事處長孫曉雅結婚，夫妻倆曾一同派駐中土兩國。兩人育有3名子女，皆在土耳其出生。2024年10月歐陽世寧出任美國常駐北大西洋公約組織臨時代辦。

## 履歷
歐陽世寧畢業於喬治城大學華許外事學院，並擁有哥倫比亞大學及美國國防大學艾森豪學院碩士學位。1998年獲任命為外交官前，曾替美國商務部國際貿易管理局和奇異電氣公司效命。其外交生涯中曾在駐華大使館擔任一等秘書，亦於土耳其境內的駐安卡拉大使館和駐伊斯坦堡總領事館輪番服勤共達7年，期間並曾暫時延長任期。他也曾在白宮國安會和牙買加任職。
2014年至2017年間，其業務聚焦於伊拉克及反伊斯蘭國運動，先是擔任駐伊拉克巴格達大使館政治副參贊，其後轉任國務院伊朗事務處副處長及代理處長。2018年至2020年間擔任美國國務院伊朗事務處長。2021年升任駐土耳其副大使後，他負責在土耳其－美國關係相關事務上輔佐國會議員出身的大使傑夫·佛雷克。